# Zhenqi Barthel
Zhenqi Barthel, właśc. Sun Zhenqi, chiń. 孙祯琦 (ur. 9 stycznia 1987 w Laimin) – niemiecka tenisistka stołowa pochodzenia chińskiego.
Członkini kadry narodowej i olimpijskiej kobiet w tenisie stołowym Niemiec. Zawodniczka niemieckiego klubu tenisa stołowego TUS Holsterhausen. Jest sponsorowana przez niemiecką firmę tenisa stołowego Joola. Jest jedną z najbardziej rozpoznawalnych tenisistek stołowych w Europie i na świecie. Obecnie najlepsza (zaraz po Wu Jiaduo) tenisistka stołowa w Niemczech i jedna z najlepszych w Europie.
- Miejsce w światowym rankingu ITTF: 23
- Styl gry: praworęczny, szybki atak z nastawieniem na backhand

Na Mistrzostwach Europy w 2009 zdobyła brąz w parze z Kristin Silbereisen.